# Damian Domagała
 Damian Domagała  (ur. 23 kwietnia 1998 w Łodzi) – polski siatkarz, grający na pozycji atakującego.
Jego ojciec Krzysztof, również był siatkarzem i grał na pozycji środkowego

## Sukcesy klubowe
Turniej Nadziei Olimpijskich:
- 2013

Ogólnopolska Olimpiada Młodzieży:
- 2014

Młoda Liga:
- 2014

I liga:
- 2016

## Sukcesy reprezentacyjne
Mistrzostwa Europy Kadetów:
- 2015[3]

Olimpijski festiwal młodzieży Europy:
- 2015

Mistrzostwa Świata Kadetów:
- 2015[4]

Mistrzostwa Europy Juniorów:
- 2016

Mistrzostwa Świata Juniorów:
- 2017

Letnia Uniwersjada:
- 2019